# Thần Đức Vương hậu
Thần Đức Vương hậu (chữ Hán: 神德王后; Hangul: 신덕왕후; 12 tháng 7, 1356 - 15 tháng 9, 1396) là kế thất và là Vương phi của Triều Tiên Thái Tổ, quốc vương đầu tiên của nhà Triều Tiên.
Bà là nhà cố vấn chính trị của vua Thái Tổ và có sự ảnh hưởng to lớn đến sự thành lập của nhà Triều Tiên.

## Tiểu sử
Xuất thân từ Cốc Sơn Khang thị (谷山康氏), bà được sinh ra tại tỉnh Hoàng Hải, cha là Tượng Sơn Phủ viện quân Khang Doãn Thành (康允成), làm chức Phán tam tư sự thời Cao Ly; mẹ là Tấn Sơn Phủ phu nhân Tấn Châu Khương thị.
Vào thời Cao Ly, Khang thị làm kế thê của Triều Tiên Thái Tổ, sau khi lập ra nhà Triều Tiên, bà được ban làm Hiển phi (显妃).
Hồng Vũ năm thứ 29 (1396), tức năm thứ 5 thời Triều Tiên Thái Tổ, ngày 13 tháng 8 (tức ngày 15 tháng 9) qua đời tại ngự sở. Ban đầu tạm quàng tại phường Hoàng Hoa, Hán Thành. Thời Triều Tiên Thái Tông mới cải táng ở Trinh lăng (贞陵).
Năm 1669, gia tặng thụy hiệu là Thuận Nguyên Hiển Kính Thần Đức Vương hậu (顺元显敬神德王后), thời Triều Tiên Cao Tông tôn thụy là Thần Đức Cao hoàng hậu (神德高皇后).

## Gia tộc
- Ông nội: Khang Thứ (康庶), tặng Tượng Sơn Phủ viện quân.
- Bà nội: Trường Thủy Hoàng thị (長水黃氏).
- Cha: Khang Doãn Thành (康允成; 강윤성), tước Tượng Sơn Phủ viện quân (象山府院君), thụy Văn Trinh công (文貞公).
- Mẹ: Tấn Châu Khương thị (晉州姜氏), tước Tấn Sơn Phủ phu nhân (晉山府夫人).
  - Anh trai: Khang Đắc Long (康得龍).
  - Anh trai: Khang Thuấn Long (康舜龍).
  - Anh trai: Khang Hữu Quyền (康有權).
  - Anh trai: Khang Kế Quyền (康繼權), tập phong Tượng Sơn Phủ viện quân, thụy Linh Bình công (靈平公).
- Chồng: Triều Tiên Thái Tổ.
  - Con trai: Lý Phương Phần (이방번; 1381 - 6 tháng 10 1398), tước Phủ An Đại quân.
  - Con trai: Lý Phương Thạc (이방석; 1382 - 6 tháng 10 1398), tước Nghi An Đại quân.
  - Con gái: Khánh Thuận công chúa (경순공주; ? - 8 tháng 9 1407), hạ giá lấy Quang An quân Lý Ái (이제; 1365 - 1398).

## Đời sống văn hóa
- Được hóa thân bởi Ha Mi-hye trong bộ phim truyền hình The Foundation của KBS vào năm 1983.
- Được hóa thân bởi Kim Jeong-yeon trong bộ phim truyền hình The King of Chudong Palace của MBC vào năm 1983.
- Được hóa thân bởi Kim Young-ran trong bộ phim truyền hình Tears of the Dragon của KBS vào năm 1996-1998.
- Được hóa thân bởi Yoon Joo-hee trong bộ phim truyền hình The Great Seer của SBS vào năm 2012-2013.
- Được hóa thân bởi Lee Il-hwa Jeong Do-Jeon của KBS1 TV series vào năm 2014.
- Được hóa thân bởi Kim Hee-jung trong bộ phim truyền hình Lục long tranh bá của SBS vào năm 2015-2016.

## Liên kết
- "Royal Tomb of Queen Sindeok". Exploring Korea. ngày 30 tháng 6 năm 2009. Bản gốc lưu trữ ngày 18 tháng 7 năm 2017. Truy cập ngày 23 tháng 11 năm 2016.
- "Jeongneung: A Story of Queen Sindeok's Grave - an acorn in the dog's food". Samedi.livejournal.com. ngày 11 tháng 2 năm 2010. Truy cập ngày 23 tháng 11 năm 2016.
- Faris, Mohd (ngày 25 tháng 6 năm 2013). "Moe Girls' Korean Story: Famous Queen in Joseon Dynasty, Part IV: Queen Sindeok of Koksan Kang Clan". Moe-hankook.blogspot.ro. Bản gốc lưu trữ ngày 23 tháng 11 năm 2016. Truy cập ngày 23 tháng 11 năm 2016.